# Queen of Oz
Queen of Oz é uma sitcom britânica desenvolvida e estrelada por Catherine Tate como a escandalosa Rainha Georgiana, um membro desgraçado de uma fictícia família real britânica enviada para governar a Austrália. A primeira temporada, composta por seis episódios, co-escrito por Tate e Jeff Gutheim, produzida por Michele Bennett e dirigida por Christiaan Van Vuuren, estreou na BBC One e BBC iPlayer em 16 de junho de 2023, e na Austrália na ABC TV e ABC iview em 21 de junho de 2023.

## Sinopse
A sitcom acompanha a jornada da princesa Georgiana (interpretada por Catherine Tate), a rebelde de uma família real britânica fictícia, que viveu uma vida de festas mimadas e exposição nos tabloides. Após seu mais recente escândalo, sua mãe, a Rainha, decide tomar uma medida sem precedentes: abdicar do trono australiano em favor de sua filha, na esperança de que as responsabilidades reais a ajudem a amadurecer.

## Elenco

### Principal
- Catherine Tate como Georgiana
- Niky Wardley como Anabel[1]
- Robert Coleby como Bernard[2]
- William McKenna como Matthew/Craig[3]
- Rob Collins como Marc Kemarre
- Anthony Brandon Wong como Weiwei Weng
- Jenna Owen como Zoe
- Rachel Gordon como Rebecca Stewart

### Recorrente
- Rodger Corser como Teddy Anderson
- Daniel Lapaine como Frederick[4]
- David Roberts como Richard Steele[5]
- Lynette Curran como Sylvia

## Recepção
Em sua crítica de três estrelas, Lucy Mangan do The Guardian disse que Queen of Oz é "uma série solidamente escrita" e "bem construída" com "muitos retornos de chamada em cada episódio e relações bem desenhadas entre os personagens principais e periféricos". Embora ela não tenha achado o programa "espetacularmente engraçado", ela concluiu que é "extraordinariamente assistível" e elogiou as atuações de Tate, Rob Collins e Robert Coleby. Ela descreveu a personagem principal como "verdadeira e refrescantemente monstruosa" e a chamou de uma versão de meia-idade de Lauren Cooper cruzada com Nan e Princesa Margaret.